# Makarios der Ägypter
Makarios, genannt der Große oder der Ägypter (* um 300 in der Thebaïs in Oberägypten; † um 390 in der Sketischen Wüste in Ägypten), soll ein Schüler von Antonius dem Großen gewesen sein und 60 Jahre als Einsiedler in der Wüste gelebt haben. Er ist zu unterscheiden von dem Apologeten Makarios Magnes.

## Das Makarios-Kloster
In der Sketischen Wüste, die auch Makarios-Wüste genannt wurde, entstand eine Einsiedlergemeinschaft unter der geistlichen Führung des Makarios. Das Kloster was eine Mischung zwischen Zönobium und Einsiedelei. Er soll das Kloster nur einmal verlassen haben, nämlich als er wegen seiner Treue zu den Beschlüssen des Konzils von Nicäa von Kaiser Valens auf eine Nilinsel verbannt wurde.  Seit seiner Gründung im 4. Jahrhundert bis zum heutigen Tag ist das Kloster ununterbrochen von Mönchen bewohnt worden.

## Legenden und Aussprüche

### Der „Knabengreis“
Schon als Knabe soll er eine reife, greisenartige Gesinnung gehabt haben; die hagiographische Tradition sah in ihm einen „Knabengreis“ (paidariogeron). Im Zuge der Arianischen Streitigkeiten ließ ihn der Kaiser Valens zusammen mit anderen auf eine heidnische Insel deportieren. Nachdem er die Inselbewohner zum christlichen Glauben bekehrt hatte (Sozomenos, Historia ecclesiastica VI. 20 u. a.), floh er im Jahre 341 in die Sketische Wüste.

### Askese
Zusammen mit Makarios wohnten dort zwei Gefährten, von denen der eine sein Diener war und der andere eine nahe gelegene Zelle bewohnte. Makarios wirkte als Priester, kämpfte gegen die Dämonen und besaß die Gabe der Krankenheilung und der Prophetie. Er hatte es sich zum Grundsatz gemacht, in der Gesellschaft seiner Brüder Wein zu trinken, danach aber für jeden Becher heimlich einen Tag lang kein Wasser zu sich zu nehmen. Als die Brüder dies erfuhren, gaben sie ihm keinen Wein mehr zu trinken.

### Demut
Einst soll ihm der Teufel gestanden haben, dass er von ihm durch seine Demut besiegt worden ist. In der Tat schien Makarios nur seine eigenen Fehler zu sehen, die Fehler anderer sah er, als sehe er sie nicht, hörte sie, als hörte er sie nicht. Er sagte zu seinen Schülern: Wenn wir um das Böse kreisen, das uns die Menschen antun, so berauben wir uns der Fähigkeit, an Gott zu denken. Wenn wir uns aber bewusst machen, dass der Teufel dieses Böse erregt, so werden wir unbesiegbar sein.

### Achtsamkeit
Seinen Schülern gab er die folgenden Ermahnungen:
Denkt immer an die Gegenwart des Allmächtigen, der die Gedanken aller Menschen durchschaut und die Herzen durchforscht.
Wir sollen zu uns selber sagen: Wenn du dich vor Menschen, welche doch Sünder sind, zu sündigen fürchtest, warum solltest du nicht die Majestät des Allmächtigen, vor dessen Augen alles offen und aufgedeckt da liegt, noch viel mehr fürchten!

### Letzte Worte
Nach dem Zeugnis des Sokrates Scholasticus (h.e. IV. 18) begegnete Makarios allen, die zu ihm kamen, mit Ehrfurcht und mit Ernst. Vor seinem Ende wünschten ihn die Väter der Wüste noch einmal zu sehen. Er ließ sie zu sich kommen und sprach: Weinet, weinet o Brüder, bevor wir hingehen, wo unsere Tränen unsern Leib durchbrennen! Und alle weinten und fielen auf ihr Angesicht und sprachen: Vater, bitte für uns! Er starb im 90. Lebensjahr.

## Verehrung
Der Leib von Makarios wird im Dom von Amalfi verehrt. Ikonographisch wird er als Einsiedler abgebildet, auf einem Betschemel in einer Felsenzelle kniend, in der Linken ein Buch, in der Rechten ein Kreuz haltend, unbeirrt durch die dämonischen Gestalten, die ihn umschwirren, dem Gebete obliegend. Das geschichtlich ihm zugehörige Attribut ist ein mit geradem Handgriff versehener Stab. Ein Bild von Pietro Laurati zeigt den Tod des Heiligen, der von seinen Mitbrüdern umgeben ist. Sein Gedenktag ist der 15. Januar.